# Rebeka Njau
Rebeka (ou Rebecca) Njau, née en 1932, est une enseignante, une femme de lettres et une artiste kényanne. Elle a également écrit sous le nom de Marina Gashe. Son œuvre s'intéresse particulièrement aux questions qui touchent directement les femmes et montre comment ces questions des femmes sont symptomatiques de la société kenyane. Mais , selon Jean Mugubi de l'Université Kenyatta, son originalité tient également à sa subversion des conventions littéraires

## Biographie
Elle est née à Kanyariri dans le comté de Kiambu. Elle fréquente l'école secondaire à Nairobi puis étudie la pédagogie à l'Université Makerere en Ouganda. Elle est ensuite l'une des fondatrices de la Nairobi Girls Secondary School et y officie en tant que directrice de 1965 à 1966.
Sa pièce - en un acte - The Scar, qui condamne les mutilations génitales féminines, a d'abord été publiée dans la revue Transition en 1963. Elle est considérée comme la première pièce de théâtre écrite par une femme kényane. Sa pièce In the Round a été présentée en 1964 et a été interdite par le gouvernement ougandais.
Son premier roman, Alone with the Fig Treer a reçu le East African Writing Committee Prize en 1964. Il a été réécrit ultérieurement sous le titre Ripples in the Pool, publié en 1975. Son deuxième roman, The Sacred Seed, est publié en 2003. Le narrateur y  expose la destruction de l'esprit d'initiative des femmes dans les sociétés africaines, le poids du patriarcat et des régimes dictatoriaux.
Elle écrit également The Hypocrite and other Stories, en 1977, un recueil de traditions orales. En 1984 elle publie Kenyan Women Heroes and their Mystical Power), consacré à la contribution historique des femmes. Un de ses textes est inclus dans l'anthologie Daughters of Africa de Margaret Busby.
Elle a épousé l'artiste tanzanien Elimo Njau, mais le couple s'est séparé en 1983. L'écriture de son romanThe Sacred Seed est pour elle une façon de guérir des violences subies de la part de cet époux,. Son fils, Morille Njau, est un artiste et un consultant basé au Royaume-Uni et sa fille Hana vit à Atlanta, en Géorgie.

## Œuvres choisies
- Alone with the Fig Tree (1964); republié quelques années plius tard sous le titre Ripples in the Pool (1975)
- The Hypocrite and other stories, nouvelles(1977)
- Kenyan Women Heroes and their Mystical Power, essai (1984)
- The Sacred Seed, roman (2003)